# Парижский мирный договор (1898)
Парижский мирный договор — мирный договор между США и Испанией, подписанный 10 декабря 1898 года в Париже. Завершил Испано-американскую войну.
Договор предусматривал:
- Отказ от претензий Испании на суверенитет Кубы. Занятие освобождённых территорий Соединёнными Штатами, которые берут на себя обязательства по охране жизни и имущества, согласно международному праву.
- Испания уступает США остров Пуэрто-Рико и другие острова, находящиеся под её суверенитетом в Вест-Индии, и остров Гуам в архипелаге Марианские острова (Ладронские острова).
- Испания уступает Соединённым Штатам Филиппинские острова за двадцать миллионов долларов[1].